# Анеликов, Денис Викторович
Дени́с Ви́кторович Ане́ликов (укр. Денис Вікторович Анеліков; 10 февраля 1982, Краснокамск, Пермская область, СССР) — украинский футболист, защитник.

## Биография
Воспитанник Симферопольского училища олимпийского резерва. С 2000 по 2003 годы играл во второй и третьей командах донецкого «Шахтёра». Во второй половине сезона 2003/04 выступал за «Десну», позже был игроком «Александрии» и симферопольского «ИгроСервиса». С 2006 года почти три сезона играл в черкасском «Днепре» Александра Рябоконя.
В 2008 году перешёл в белорусский клуб «Шахтёр» (Солигорск). Первый матч в составе команды сыграл 29 марта 2008 года в 1/4 финала Кубка Белоруссии против «Дариды» (2:1). В Чемпионате Белоруссии дебютировал 6 апреля в матче с жодинским «Торпедо» (1:0). В матче второго тура Анеликов получил травму и был заменён на 16 минуте, а в следующий раз на поле вышел только через месяц. После перестал попадать в основной состав и играл за дублирующий. Всего в турнире дублёров провёл 12 матчей и забил два гола. 7 июля 2008 года принял участие в матче второго раунда Кубка Интертото против австрийского «Штурма» (0:2). В августе Денис Анеликов, играя за дубль, получил перелом левой голени и до конца сезона больше не играл.
Летом 2009 года побывал на просмотре в запорожском «Металлурге». В начале сезона 2009/10 перешёл в «Десну», тренером которой был назначен Александр Рябоконь, знакомый Анеликову ещё по «Днепру». Во время зимнего перерыва был на просмотре в ахтырском «Нефтянике», но вернулся в Чернигов. Принял участие в зимнем Мемориале Макарова, где команда достигла финала. После окончания сезона «Десна» утратила профессиональный статус и Анеликов, как и главный тренер, перешёл в ФК «Львов», где только два раза вышел на замену. Во второй половине сезона 2010/11 вернулся в «Десну».

## Достижения
- Финалист Кубка Белоруссии: 2008.
- Победитель турнира дублёров Чемпионата Белоруссии: 2008.